# 沈文季
沈文季（442年—499年12月11日），字仲达，吴兴郡武康县（今浙江德清县西）。南朝宋、南朝齐政治人物。太尉沈庆之之子。

## 生平

### 劉宋時期
沈文季年轻时以宽雅正直知名。宋孝武帝孝建二年（455年）起家州主簿，征为秘书郎。大明五年（461年）以父勋封沈文季为山阳县五等伯，转任太子舍人，官至中书郎。沈庆之被前废帝刘子业所杀，派兵围沈宅，沈文季挥刀驰马杀出重围，遂免于难。宋明帝即位，再被起用为宁朔将军，转任太子右卫率，建安王司徒、司马。赭圻平定後，为宣威将军、庐江王太尉长史。出为宁朔将军、征北司马、广陵郡太守。转任黄门郎，领长水校尉。后来被褚渊推荐，担任宁朔将军、骠骑长史、南东海太守。元徽初年，历任散骑常侍、领后军将军，转任秘书监。宋后废帝时以秘书监出为吴兴郡（治所在今湖州）太守。
升明元年（477年）沈攸之的叛乱，沈文季担任冠军将军，为萧道成督吴兴、钱塘军事，出力不少，沈文季祖对他颇为信任。他收杀沈攸之的弟弟新安郡太守沈登之，诛灭他的宗族。加持节，进号征虏将军，封略阳县侯。升明二年（478年），转任丹阳尹（治所在今江苏省南京市）。沈文季一向以宽雅正直闻名。举止进退极有风采，言论谈吐恰到好处。朝野内外皆刮目相看。萧道成为齐王时，常置酒为乐。一日清河崔思祖侍宴，对沈文季说：“羹脍为南北之人共同推重。”沈文季答：“羹脍乃是吴地的食品，非你所知。”

### 南齊時期
齐国建立，沈文季为侍中兼任秘书监。被萧道成任命为太子右卫率。封西奉县侯，食邑一千二百户。转任散骑常侍、左卫将军。以出身将门，被司徒褚渊所轻视。太子萧赜在玄圃宴请朝廷百官，右卫率沈文季与褚渊话不投机，沈文季生气地说：“褚渊认为自己是一个忠臣，不知道他死后怎么还能有脸去见宋明帝！”萧赜笑着说：“沈文季是喝醉啦。”萧赜即位为齐武帝，转任太子詹事，散骑常侍如故。永明元年（483年），出任左将军、吴郡太守。永明三年（485年），进号平东将军。永明四年（486年），转任会稽郡太守，他固辞不受，转任都官尚书，加散骑常侍。出为持节都督郢州、司州义阳郡诸军事、左将军、郢州刺史，回京为散骑常侍、领军将军。因病转任金紫光禄大夫。历任侍中、领太子詹事，中护军、侍中如故。
隆昌元年（494年）正月再任领军将军，侍中如故。萧昭文延兴元年（494年）因参预废黜萧昭业有功，迁尚书右仆射。齐明帝即位后，加领太子詹事，加散骑常侍。建武二年（495年）镇守寿春防备北魏，加护军将军。明帝遗诏中说：沈文季可以担任左仆射。永元元年（499年），沈文季转任侍中、尚书左仆射。始安王萧遥光作乱，平定之后，加镇军将军，置府。侍中、仆射如故。他推说自己年老有病，不再参与朝政。十月廿三，和徐孝嗣、侄子沈昭略被萧宝卷召入华林省赐药毒杀。中兴元年（501年），赠侍中、司空，谥号忠宪。

## 延伸阅读
[在维基数据编辑]
 《南齊書/卷44》，出自萧子显《南齊書》